# Недиљко Лабровић
Недиљко Лабровић (Сплит, 10. октобар 1999) је хрватски фудбалер који игра на позицији голмана. Тренутно игра за Ријеку и репрезентацију Хрватске.

## Каријера

### Клупска
Лабровић је 9. јуна 2021. потписао четворогодишњи уговор са Ријеком где је требало да замени одлазећег Ивана Невистића. Дана 17. јула 2021. је дебитовао за клуб као почетни голман на првом мечу домаће лиге у победи од 2:0 у гостима над Горицом. Пет дана касније, дебитовао је у Европи у победи од 2:0 над Гжиром Јунајтедом у првој утакмици другог кола УЕФА Лиге Европе конференције.

### Репрезентација
Дана 14. фебруара 2018. дебитовао за репрезентацију Хрватске до 20 година, играјући као стартер у пријатељској утакмици против Белорусије, која је побеђена резултатом 3–1.
Лабровић је позван од стране сениора Хрватске за утакмице Лиге нација против Аустрије 3. јуна 2022. године, Француске 6. и 13. јуна 2022. и Данске 10. јуна 2022. године. Дана 31. октобра 2022. године, Лабровић је именован у прелиминарни тим од 34 играча за Светско првенство у фудбалу 2022. али није ушао у коначних 26.
Дебитовао је 26. марта 2024. у финалу ФИФА серије против Египта. Именован је у коначних 26 за Европско првенство у фудбалу 2024.